# Implicit költségek
Az implicit költségek (implicit cost elements) olyan költségek, amelyek nem jelennek meg kifejezett pénzkiadásként, gazdasági értelemben mégis költségként kell számolni velük (például a tulajdonos munkájának költségével egy kiskereskedésben).
Az implicit költség a tágabb értelmű haszonáldozat-költség (opportunity cost) egyik fajtája.